# Psi gwizdek
Psi gwizdek (ang. dog whistle) – użycie kodowanego lub sugestywnego języka w przekazach politycznych w celu uzyskania poparcia określonej grupy bez wywołania sprzeciwu opozycji. Nazwa tej koncepcji pochodzi od ultradźwiękowych gwizdków dla psów używanych w pasterstwie.
Psi gwizdek używa języka, który wydaje się normalny dla większości, ale który przekazuje określone rzeczy docelowym odbiorcom. Zwykle są używane do przekazywania informacji na tematy, które mogą budzić kontrowersje, bez przyciągania negatywnej uwagi. Jednym z przykładów może być użycie przez kandydującego na stanowisko polityka wyrażenia, takiego jak „wartości rodzinne”, w celu zasygnalizowania chrześcijanom, że kandydat będzie wspierał politykę promującą wartości chrześcijańskie, bez zrażania niechrześcijańskich zwolenników. Innym może być użycie (odnoszącego się do antysemickich teorii spiskowych) wyrażenia „banki międzynarodowe”, aby zasygnalizować rasistom, że kandydat jest antysemitą bez budzenia podejrzeń nierasistowskich zwolenników. Oskarżenia o użycie psich gwizdków są z natury trudne do udowodnienia i mogą nie być prawdziwe.

## Pochodzenie i znaczenie
Według Williama Safire’a termin „psi gwizdek” w odniesieniu do polityki mógł pochodzić z jego użycia w badaniach opinii publicznej. Safire cytuje Richarda Morina, dyrektora ankiet dla The Washington Post, piszącego w 1988 roku:
„subtelne zmiany w formułowaniu pytań dają czasami zadziwiająco różne rezultaty... naukowcy nazywają to „efektem psiego gwizdka”: respondenci słyszą w pytaniu coś, czego badacze nie słyszą"
Spekuluje on, że pracownicy kampanii politycznych przejęli to sformułowanie od ankieterów politycznych.
W swojej książce Voting for Jesus: Christianity and Politics in Australia z 2006 roku Amanda Lohrey pisze, że celem psiego gwizdka jest zwrócenie się do jak największej liczby wyborców, jednocześnie zrażając jak najmniejszą liczbę. Jako przykład podaje polityków, którzy wybierają ogólnie atrakcyjne słowa, takie jak „wartości rodzinne”, które mają dodatkowy wydźwięk dla chrześcijan, unikając jednocześnie jawnego chrześcijańskiego moralizowania, które mogłoby zniechęcić niechrześcijańskich wyborców.
Australijski teoretyk polityczny Robert E. Goodin twierdzi, że użycie psich gwizdków podważa demokrację, ponieważ jeśli wyborcy mają różne rozumienie tego, co popierali podczas kampanii, to fakt, że wydawali się popierać to samo, jest „demokratycznie bez znaczenia” i nie daje manipulującemu politykowi mandatu.

## Historia i wykorzystanie

### Australia
Termin ten po raz pierwszy pojawił się w australijskiej polityce w połowie lat 90. i był często stosowany do opisania kampanii politycznej Johna Howarda. Przez 11 lat urzędowania australijskiego premiera, a szczególnie podczas swojej czwartej kadencji, Howard był oskarżany o przekazywanie wiadomości przemawiających do niespokojnych australijskich wyborców za pomocą kodowanych słów, takich jak „nie-australijski”, „główny nurt” i „nielegalni”.
Jednym z przykładów było przesłanie rządu Howarda w sprawie przybywania uchodźców. Twarde stanowisko jego rządu w sprawie imigracji cieszyło się popularnością wśród wyborców, ale został oskarżony o wykorzystywanie tej kwestii do dodatkowego wysyłania zawoalowanych komunikatów poparcia wyborcom o skłonnościach rasistowskich przy jednoczesnym zachowaniu wiarygodnego zaprzeczenia poprzez unikanie jawnie rasistowskiego języka. Innym przykładem był nagłośniony w 2007 roku test na obywatelstwo australijskie. Argumentowano, że test może wydawać się rozsądny, ale tak naprawdę miał przypaść do gustu osobom, które sprzeciwiały się imigracji z określonych regionów geograficznych.

### Kanada
Podczas wyborów parlamentarnych w Kanadzie w 2015 r Konserwatywna Partia Kanady kierowana przez ówczesnego premiera Stephena Harpera została oskarżona o przekazywanie „kodowanych” słów w debacie, mających przypaść do gustu zwolennikom jego partii. W połowie kampanii wyborczej Partia Konserwatywna zatrudniła australijskiego stratega politycznego Lyntona Crosby'ego jako doradcę politycznego, kiedy spadli na trzecie miejsce w sondażach za Partią Liberalną i Nową Partią Demokratyczną. Podczas telewizyjnej debaty wyborczej Stephen Harper, omawiając kontrowersyjną decyzję rządu o usunięciu niektórych imigrantów i ubiegających się o uchodźców z dostępu do kanadyjskiego systemu opieki zdrowotnej, wspomniał o „Old Stock Canadians” (Kanadyjczykach wywodzących się od dawnych imigrantów pochodzenia brytyjskiego) jako o wspierających stanowisko rządu. Liderzy opozycji, w tym była posłanka liberałów z Quebecu Marlene Jennings, nazwali jego słowa rasistowskimi i dzielącymi, ponieważ były użyte do wykluczenia Kanadyjczyków innych ras i etniczności.

### Zjednoczone Królestwo
Lynton Crosby, który wcześniej kierował czterema kampaniami wyborczymi Johna Howarda w Australii, pracował jako doradca Partii Konserwatywnej podczas wyborów parlamentarnych w Wielkiej Brytanii w 2005 roku, a termin ten został wówczas wprowadzony do brytyjskiej dyskusji politycznej Crosby stworzył kampanię wyborczą Partii Konserwatywnej pod sloganem "Czy myślisz to, co my myślimy?", co Goodin nazwał „klasycznym przypadkiem psich gwizdków". Seria plakatów, billboardów, reklam telewizyjnych i listów z wiadomościami typu „Narzucanie ograniczeń imigracji to nie rasizm” i „Jakbyś się czuł, gdyby facet na wcześniejszym zwolnieniu zaatakował twoją córkę?” skupiała się na kontrowersyjnych kwestiach, takich jak niehigieniczne szpitale, zasiedzenie ziemi i ograniczenia praw policji.
Posłanka Partii Pracy Diane Abbott opisała kampanię reklamową furgonetek „Go Home” z 2013 r. brytyjskiego Home Office jako przykład psiego gwizdka.
W kwietniu 2016 r. burmistrz Londynu i konserwatywny poseł Boris Johnson został oskarżony przez kanclerza skarbu i posła Partii Pracy Johna McDonnella o „rasistowski psi gwizdek”, kiedy Johnson zasugerował, że prezydent USA Barack Obama żywi urazę do Wielkiej Brytanii z powodu „dziedzicznej niechęci do Imperium Brytyjskiego" zmotywowanej „ częściowo kenijskim” pochodzeniem, po tym, jak Obama wyraził poparcie dla Wielkiej Brytanii w głosowaniu za pozostaniem w Unii Europejskiej przed referendum w sprawie członkostwa w UE.
W wyborach burmistrza Londynu w 2016 r. kandydat konserwatystów Zac Goldsmith został oskarżony o używanie psich gwizdków przeciwko laburzyście Sadiq Khanowi, grając na muzułmańskiej wierze Khana, sugerując, że ten obrałby za cel Hindusów i Sikhów „podatkiem od biżuterii” i próbował powiązać go z ekstremistami.
Theresa May została oskarżona o politykę psich gwizdków podczas przygotowań do opuszczenia Unii Europejskiej przez Wielką Brytanię, po tym jak twierdziła, że obywatele UE „przeskakują kolejkę” imigrantów, odwołując się do sentymentów przeciwko "kradnącym pracę" imigrantom z Unii Europejskiej.

### Stany Zjednoczone
Wyrażenie „prawa stanów członkowskich”, dosłownie odnoszące się do uprawnień poszczególnych rządów stanowych w Stanach Zjednoczonych, zostało opisane w 2007 roku przez Davida Greenberga w Slate jako „kodowane słowa” mające oznaczać zinstytucjonalizowaną segregację rasową i rasizm. Prawa stanów członkowskich były sztandarem, pod którym w 1955 r. grupy takie jak Obrońcy Suwerenności Państwa i Wolności Indywidualnych argumentowały przeciwko desegregacji szkół. W 1981 roku, były strateg Partii Republikańskiej Lee Atwater, dając anonimowy wywiad na temat "Southern Strategy" Nixona (strategii zdobycia głosów białych wyborców z Południa przez odwołanie się do rasistowskich sentymentów), spekulował, że terminy takie jak „prawa stanów członkowskich” użyto jako psich gwizdków.
Dziennikarz Craig Unger napisał, że prezydent George W. Bush i Karl Rove używali zakodowanego języka „psiego gwizdka” w kampaniach politycznych, przekazując jedno przesłanie całemu elektoratowi, a jednocześnie całkiem inne przesłanie bazie politycznej ewangelikalnych chrześcijan. William Safire w Słowniku Politycznym Safire'a podał przykład krytyki Busha podczas kampanii prezydenckiej 2004 wobec wyroku Sądu Najwyższego Stanów Zjednoczonych z 1857 w sprawie Dreda Scotta (decyzji negującej obywatelstwa USA jakichkolwiek Afroamerykanów). Większości słuchaczy ta krytyka wydawała się nieszkodliwa, napisał Safire, ale „bystrzy obserwatorzy” zrozumieli tę uwagę jako wyraźne przypomnienie, że decyzje Sądu Najwyższego można zmienić, oraz sygnał, że w przypadku ponownego wyboru Bush może nominować na pozycję najwyższego sędziego kogoś, kto obali Roe v. Wade. Ten pogląd jest powtórzony w artykule Petera Wallstena z Los Angeles Times z 2004 roku.
Podczas kampanii prezydenckiej w 2016 r. I przy wielu okazjach podczas swojej prezydentury Donald Trump był wielokrotnie oskarżany przez polityków i media o stosowanie rasistowskich i antysemickich technik „psiego gwizdka”.

### Polska
W 2020 Marcin Matczak na łamach Gazety Wyborczej argumentował, że rządzące Prawo i Sprawiedliwość używa psich gwizdków kamuflujących język nienawiści wobec osób LGBT, co spotkało się z odzewem mediów sympatyzujących z partią rządzącą. O używanie homo-, transfobicznych i anty-ateistycznych psich gwizdków takich jak "ideologia LGBT" czy "marksizm kulturowy" jest też oskarżany Kościół Katolicki.

## Krytyka
Pojawiły się twierdzenia, że koncepcja jest zbyt ogólnikowa i podatna na fałszywe oskarżenia. Robert Henderson, lingwista z University of Arizona i Elin McCready, lingwistka z Uniwersytetu Gakuin, argumentują, że wiarygodna zaprzeczalność jest kluczową cechą psich gwizdków. Lingwista z Harvardu, Steven Pinker, pisze: „Psi gwizdek to intrygująca technika egzegetyczna, w której można twierdzić, że ktokolwiek mówi cokolwiek, ponieważ z łatwością można usłyszeć rzekome gwizdki, których nie ma w dosłownej treści tego, co mówi osoba. Myślę, że można by zastąpić psi gwizdek halucynacją słuchową i oskarżenie byłoby dokładnie takie samo".